# Глория-ду-Гоита
Глория-ду-Гоита (порт. Glória do Goitá) — муниципалитет в Бразилии, входит в штат Пернамбуку. Составная часть мезорегиона Мата-Пернамбукана. Входит в экономико-статистический микрорегион Витория-ди-Санту-Антан. Население составляет 27 451 человек на 2007 год. Занимает площадь 231 км². Плотность населения — 119 чел./км².
Покровителем города считается Богоматерь да-Глория.

## История
Город основан 6 мая 1837 года.

## Статистика
- Валовой внутренний продукт на 2005 год составляет 65 380 000 реалов (данные: Бразильский институт географии и статистики).
- Валовой внутренний продукт на душу населения на 2005 год составляет 2333 реала (данные: Бразильский институт географии и статистики).
- Индекс развития человеческого потенциала на 2000 год составляет 0,636 (данные: Программа развития ООН).

## География
Климат местности: тропический. В соответствии с классификацией Кёппена, климат относится к категории As'.